# Sidi Ali Benyoub
Sidi Ali Benyoub (în arabă سيدي على بن يوب) este o comună din provincia Sidi Bel Abbès, Algeria.
Populația comunei este de 11.654 de locuitori (2008).